# Kiss, Kicks
«Kiss, Kicks» — первый сингловой альбом южнокорейской гёрл-группой Weki Meki. Он был выпущен лейблом Fantagio Music11 октября 2018 года, Fantagio Music и распространён Interpark. Он состоит из трех песен, включая заглавный трек «Crush».

## Предпосылки
22 сентября 2018 года было объявлено, что группа выпустит свой первый сингл, Kiss, Kicks, 11 октября с концепцией «Teen Crush». 5 октября было выпущено видео раскрывающий фрагменты трех песен.

## Трек-лист
| №  | Название         | Текст песни               | Музыка                                                     | Arrangement                              | Длительность |
| -- | ---------------- | ------------------------- | ---------------------------------------------------------- | ---------------------------------------- | ------------ |
| 1. | «Crush»          | TENTEN Choi Yoo-jung      | TENTEN                                                     | TENTEN                                   |              |
| 2. | «True Valentine» | JQ Song Jia Choi Yoo-jung | Steven Lee Nanna Larsen Jow Lawrence                       | Joe Lawrence                             |              |
| 3. | «Dear.»          | Jinri (Full8loom)         | Glory Face (Full8oom) Jake K (Full8loom) Jinri (Full8loom) | Glory Face (Full8oom) Jake K (Full8loom) |              |

## Чарты
| Чарты (2018)               | Пиковые позиции |
| -------------------------- | --------------- |
| South Korean Albums (Gaon) | 5               |